# 波伦蒂诺斯
波伦蒂诺斯，是西班牙卡斯蒂利亚-莱昂帕伦西亚省的一个市镇。 总面积15平方公里，总人口81人（2001年），人口密度5人/平方公里。